# 2003년 9월
| 2003년: 1월 · 2월 · 3월 · 4월 · 5월 · 6월 · 7월 · 8월 · 9월 · 10월 · 11월 · 12월 |

| <          | 2003년 9월 | 2003년 9월 | 2003년 9월 | 2003년 9월 | 2003년 9월  | >          |
| 일         | 월         | 화         | 수         | 목         | 금          | 토         |
|            | 1 8.5 정축 | 2 6 무인   | 3 7 기묘   | 4 8 경진   | 5 9 신사    | 6 10 임오  |
| 7 11 계미  | 8 12 갑신  | 9 13 을유  | 10 14 병술 | 11 15 정해 | 12 16 무자  | 13 17 기축 |
| 14 18 경인 | 15 19 신묘 | 16 20 임진 | 17 21 계사 | 18 22 갑오 | 19 23 을미  | 20 24 병신 |
| 21 25 정유 | 22 26 무술 | 23 27 기해 | 24 28 경자 | 25 29 신축 | 26 9.1 임인 | 27 2 계묘  |
| 28 3 갑진  | 29 4 을사  | 30 5 병오  |            |            |             |            |

| 편집하기 |

## 2003년9월 30일
- 에어프랑스와 KLM이 합병을 선언하다.

## 2003년9월 29일
- 1984년에 국제 연합 교육 과학 문화 기구를 탈퇴했던 미국이 로라 부시를 대표로 하여 재가입하다.
- 노무현 대통령이 민주당 탈당을 공식 선언하다.

## 2003년9월 28일
- 대한민국 노동부가 퇴직연금제 등을 '급여자 퇴직급여 보장법안' 입법예고 할 것임을 발표하다.
- 이탈리아에서 대규모의 정전이 발생하다.

## 2003년9월 27일
- 러시아 플레세츠크 우주 기지에서 대한민국의 첫 과학기술위성 과학기술위성 1호, 발사 성공.

## 2003년9월 26일
- 대한민국 국회, 윤성식 감사원장 후보자 임명동의안을 부결하다.
- 이승엽이 55호 홈런으로 한국 프로야구 시즌 신기록을 세우다.

## 2003년9월 24일
- 빈에서 열린 석유 수출국 기구 회의에 1990년 이래 불참해 왔던 이라크의 대표가 참석하다.

## 2003년9월 22일
- 유럽 연합이 프랑스가 제안한 알스톰에 대한 구제 계획을 받아들였다.

## 2003년9월 21일
- 갈릴레오 호가 목성의 대기권에서 임무를 마치고 소멸하다.

## 2003년9월 20일
- 대한민국, 새천년민주당 신당파, 국민참여통합신당으로 국회에 교섭단체를 공식 등록하다.
- 라트비아에서 유럽 연합 가입을 묻는 국민 투표가 실시되어 67%의 찬성을 얻다.

## 2003년9월 15일
- 이스라엘 정부가 팔레스타인 자치 정부의 휴전 제안을 거부하다.

## 2003년9월 14일
- 에스토니아에서 유럽 연합 가입을 묻는 국민 투표가 실시되어 66%의 찬성을 얻다.
- 스웨덴에서 유로 사용을 묻는 국민 투표가 실시되어 56.61%의 반대로 부결되다.

## 2003년9월 12일
- 태풍 매미가 상륙하여 127명의 사망자 및 5조 원 가까운 재산피해가 발생하다.

## 2003년9월 11일
- 존 리터가 사망하다

## 2003년9월 10일
- 멕시코 캉쿤에서 세계 무역 기구(WTO) 협상 반대 시위를 벌이던 이경해 전 한국농업경영인중앙연합회 회장이 할복 자살하는 사건이 발생하다.

## 2003년9월 3일
- 대한민국 국회, 김두관 행정자치부 장관 해임 건의안을 가결하다.

- 분당선 서울시내 연장구간이던 수서역~선릉역 구간이 개통하다.

## 2003년9월 2일
- 압둘라 빈 압둘아지즈 알사우드 사우디아라비아 왕세제가 모스크바를 공식 방문하다.